# Vokzalna (metrostation Charkiv)
Vokzalna (Oekraïens: Вокзальна) is een station van de metro van Charkov. Het station maakt deel uit van de Cholodnohirsko-Zavodska-lijn en werd geopend op 23 augustus 1975. Het metrostation bevindt zich ten westen van het stadscentrum, onder het plein voor het belangrijkste spoorwegstation van Charkov, het Pivdenny Vokzal (Zuidstation).
Het station is diep gelegen en beschikt over een perronhal die door arcades van de sporen wordt gescheiden. De wanden zijn bekleed met lichtgeel marmer, de vloer is afgewerkt met grijze en zwarte tegels van gepolijst graniet. De naar boven gerichte verlichting is verborgen in nissen onder de gewelfde plafonds. Vanuit de ondergrondse stationshal leiden voetgangerstunnels rechtstreeks naar het spoorwegstation en naar het bovengelegen plein.
Ondanks zijn grote diepte werd station Vokzalna aangelegd door middel van de openbouwmethode. De plaatselijke hydrogeologische omstandigheden stelden de technici voor een bijzonder moeilijke opgave. Vanwege de slapte van de kleigrond moest de bodem rond het te bouwen station bevroren worden, een taak die vijf jaar in beslag nam. Er werd een speciale hal voor de vriesmachines ingericht en de tunnelbouwers groeven schachten in de bodem met een totale lengte van 24 kilometer. Via deze schachten drong de opgewekte vrieskou diep door in bodem, waardoor uiteindelijk een ijsscherm met een dikte van zes meter ontstond. Er was rekening mee gehouden dat het stationsgebouw waaronder de tunnels lopen maximaal 100 mm zou verzakken; de daadwerkelijke verzakking bedroeg echter slechts 8 mm.